# Monument à Balzac
Cet article concerne la statue réalisée par Rodin. Pour la statue réalisée par Falguière, voir Place Georges-Guillaumin.
Le Monument à Balzac (aussi intitulé Le Balzac de Rodin) est une statue de bronze dont le modèle a été réalisé par Auguste Rodin entre 1891 et 1897, qui représente l'écrivain Honoré de Balzac. Il en existe quatre versions. L'une est visible depuis 1939 sur un terre-plein au milieu du boulevard Raspail à Paris, un peu en retrait au nord de la place Pablo-Picasso. La deuxième  est dans le jardin du musée Rodin, à Paris. La troisième se trouve au Japon dans le musée en plein air de Hakone. La quatrième se trouve au musée de Sculpture en plein air de Middelheim à Anvers.

Selon Serge George : 

« Le Balzac de Rodin, que l'on peut considérer comme son chef-d'œuvre le plus engagé et comme une pièce maîtresse de l'art contemporain, est une véritable “affaire” à rebondissements qui va secouer les milieux artistiques, politiques et mondains parisiens pendant des années. »

## La commande
Le premier à lancer l'idée d'un monument à Balzac est Alexandre Dumas, immédiatement après la mort de Balzac. Le projet abandonné n'est relancé qu'en 1885 sur l'intervention d'Émile Zola, sollicité par Norbert Gœneutte et Champfleury. La Société des gens de lettres, dont Zola est président, commande un monument à Balzac au sculpteur Henri Chapu, qui n'aura pas le temps d'exécuter son œuvre : il meurt en 1891. Le projet prévoyait une statue de trois mètres de hauteur, livrable en 1893. Zola charge Rodin de reprendre le projet, qu'il accepte avec enthousiasme. Cependant, l'inauguration officielle du monument sur le terre-plein du boulevard Raspail le 1er juillet 1939 a lieu plus de cinquante ans après la commande passée à Rodin, et vingt ans après sa mort.

## Recherches et études pour leBalzac
Ce projet va obséder le sculpteur pendant des années. Rodin se livre à des études et à des recherches iconographiques sur tout ce qui concerne les représentations de Balzac. Il dispose de peu de documents concernant le sujet : le portrait d'Achille Devéria, un pastel de Gérard Séguin, un dessin à la sépia de Louis Boulanger, une lithographie d'Émile Lassalle, une médaille de bronze de David d'Angers, un portrait de Bertall. Au musée de Tours, il trouve le portrait au pastel de Joseph-Désiré Court. Le photographe Nadar lui confie un daguerréotype de Balzac pris par Bisson en 1842. Rodin va à Bruxelles pour observer la main de Balzac moulée d'après nature. Et enfin, le sculpteur trouve des caricatures dont celle du Charivari qui représente Balzac dans sa tenue de travail habituelle : une robe de chambre blanche de dominicain. Il retrouve un ancien tailleur de Balzac qui vit encore et lui commande toutes sortes de vêtements pour fixer la taille, la silhouette et la forte corpulence du sujet. Rodin voudrait faire un Balzac vêtu d'une robe de moine semblable à sa robe de chambre. Il réalisera d'ailleurs un plâtre d'abord entreposé au musée de Meudon et actuellement conservé au musée Rodin : La Robe de chambre, de 150 × 65 × 146 cm.
Il se lance également dans des études de nu de Balzac pour lequel il fera une trentaine d'essais, dont :
- un exemplaire conservé au musée d'Orsay[2],[8] ;
- un plâtre de 1893, sans tête, bras croisés, mesurant 96 × 40 × 36 cm[9], conservé au musée de Meudon ;
- un plâtre de 1893–1895, mesurant 125 × 75 × 80 cm[9] ;
- un bronze de 1893, mesurant 75 × 30 × 37 cm[10].

Ces études sont la cause du retard que prend le travail de Rodin qui devait être livré le 1er mai 1893.
Après une visite à l'atelier de l'artiste, la commission chargée de vérifier l'état des travaux ressort consternée. Le Comité des gens de lettres est choqué par l'aspect inachevé de ces études et par le retard de Rodin. Cependant, grâce à l'intervention de Zola, Rodin obtient deux ans supplémentaires pour son travail. Mais le mandat de Zola à la tête de la Société des gens de lettres se termine, et il prévient son successeur, le poète provençal Jean Aicard : « J'ai laissé pendante à la Société une question grosse d'orage, la question de la statue de Balzac. Vous allez avoir les plus gros ennuis je vous en préviens amicalement. » C'est en effet le cas. Une nouvelle délégation du comité, après une visite à l'atelier de Rodin, déclare la statue « une masse informe ». En 1897, le même comité met le sculpteur en demeure de livrer la statue de Balzac. Ce qu'il fait finalement : il l'expose au Salon de la Société nationale des beaux-arts de 1898.

## Le scandale en pleine affaire Dreyfus
Jean Aicard propose à la Société des gens de lettres d'intervenir personnellement en écrivant à Rodin. L'artiste répond : « La haute idée que j'ai de ma responsabilité d'artiste a été sans cesse présente à mon esprit […] Donnez-moi confiance et crédit. » Et en même temps, il décide de déposer à la Caisse des dépôts la somme de dix mille francs déjà perçus. Le scandale est retentissant. Jean Aicard, le nouveau président de la Société des gens de lettres donne sa démission alors que des cabales s'organisent et que des campagnes de presse sont lancées pour ou contre Rodin.
La question du Balzac de Rodin dépasse vite le cadre des milieux artistiques et littéraires. Des hommes comme Clemenceau, Zola, Monet, Mallarmé, Gustave Geffroy et d'autres prennent le parti de Rodin dans ce que l'on appelle maintenant « l'affaire Rodin ». Tandis que Félicien Champsaur écrit dans Gil Blas : « Il n'est pas permis de prononcer le nom de Rodin sans se prosterner ; des critiques montent la garde autour du plus grand génie du siècle […] Rodin, fameux surtout par une Porte de l'Enfer qui ne sera jamais achevée et enfin une statue de Balzac qu'il ne peut pas faire […]. » Alfred Duquet, vice-président du Comité, qui a, dès le début, pris la tête du combat contre Rodin, publie un document faisant « défense à Monsieur Rodin de couler en bronze le plâtre présenté par Rodin ».
Le collectionneur français Auguste Pellerin (en) et l'avocat belge Edmond Picard proposent d'acheter l'œuvre. Les amis et les admirateurs de Rodin ouvrent une souscription. Cézanne fait partie des souscripteurs pour montrer qu'il n'y a pas que des dreyfusards parmi les amis de Rodin. En effet, la polémique sur le monument à Balzac de Rodin a éclaté un mois avant la condamnation de Dreyfus. Elle est qualifiée par Serge Gérard de « seconde affaire Dreyfus ». Et comme Rodin est un ami de Zola, auteur du célèbre J'accuse…!, certains esprits s'échauffent non plus sur l'œuvre d'art, mais sur une portée politique qu'ils y voient : il n'y aurait que des dreyfusards parmi les souscripteurs. Et inversement, Clemenceau se retire de la liste des souscripteurs parce que Rodin a fait maladroitement remarquer qu'il craignait qu'il n'y eût que des dreyfusards parmi ses soutiens financiers.
Rodin refuse de se laisser enfermer dans des querelles politiques. Il rembourse les sommes perçues et se retire à Meudon. La statue de Balzac est alors commandée à Alexandre Falguière, ami proche de Rodin, qui, lorsque le Balzac de Rodin sera de nouveau présenté au salon de 1899, lancera un défi aux mauvais esprits : il exécute un buste de Rodin cependant que Rodin fait un buste de Falguière, pour bien montrer que la querelle autour du Balzac de Rodin n'a pas entamé leur amitié. Alexandre Falguière avait déjà pris la défense de Rodin à Bruxelles lorsque celui-ci avait été accusé injustement de « vil moulage » au sujet de L'Âge d'airain.

### Le rôle de Bourdelle dans la statue de Balzac
Voici le témoignage de Marie Dormoy, qui a rencontré Antoine Bourdelle et qui, dans le Mercure de France du 1er mai 1922, écrit ceci :

« Quand il reçut de la Société des Auteurs la commande du Balzac, le maître se trouvait en proie à une intense défaillance physique. Quoi qu’il fasse, quoi qu’il tente, il ne parvenait pas à donner une forme réelle à sa conception. Son état de dépression était tel qu’il songeait à se dédire et à rompre le contrat qui le liait à la Société des Auteurs. Mais à ce moment Bourdelle intervint. Il représenta à son ami qu’un désistement de sa part serait interprété comme une défaite, qu’il se perdrait à jamais. Alors, renonçant à son travail personnel, se substituant à Rodin qui lui avait confié tous ses documents, il créa dans son propre atelier le modèle d’un Balzac nu qui influença singulièrement la figuration définitive de Rodin.
Ce fait est totalement inconnu, mais les témoins en sont encore vivants, ainsi que le modèle, les mouleurs et les praticiens. »

## Le fantôme de Balzac

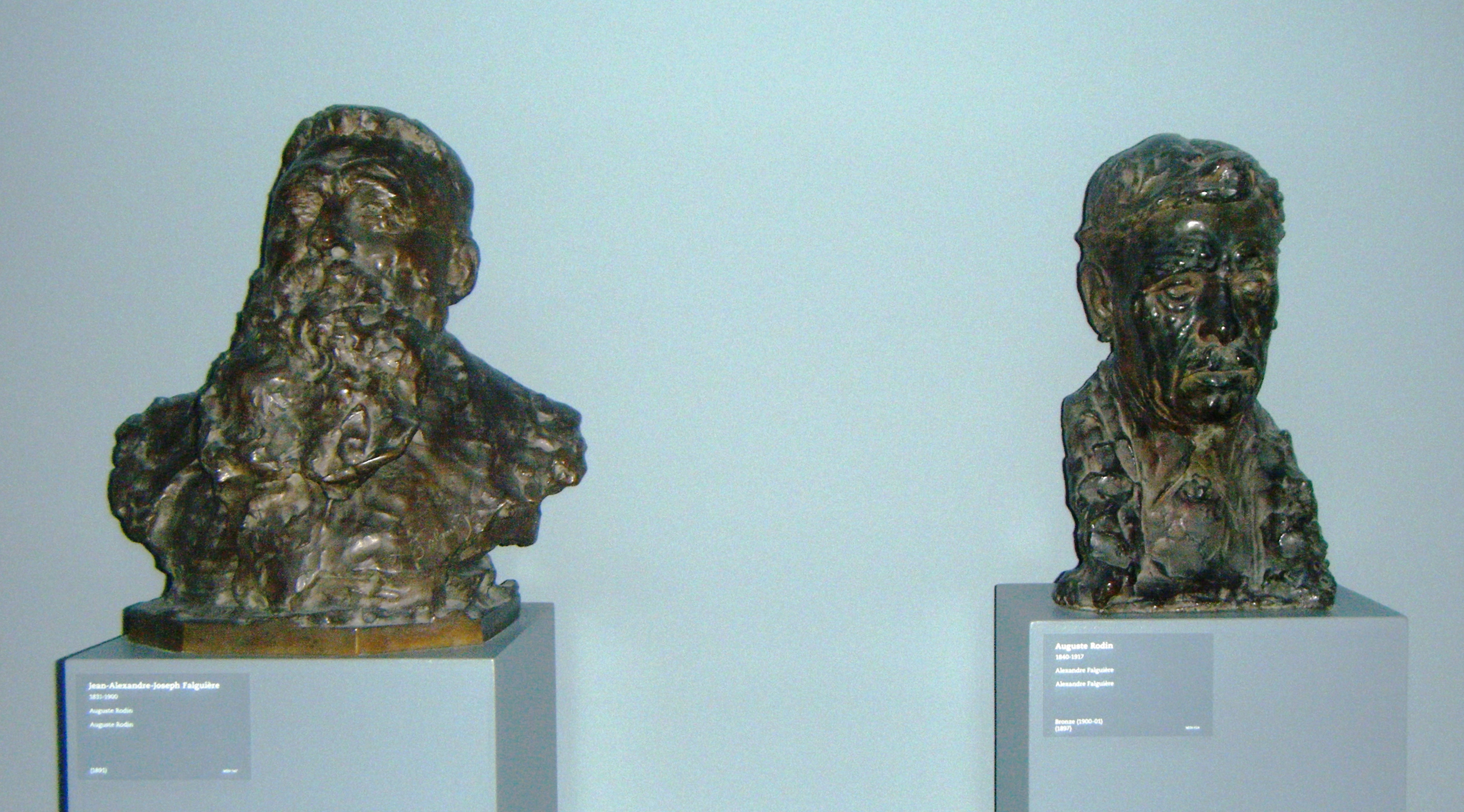
Auguste Rodin par Alexandre Falguière à gauche, et Falguière par Rodin à droite, glyptothèque Ny Carlsberg (Copenhague).

Lors de l'inauguration du monument de Balzac réalisé par Alexandre Falguière, en 1902, Falguière était déjà mort. Rodin assistait toutefois à la cérémonie, et tous les regards se tournaient vers lui. Il était « l'auteur de la statue refusée ». Dans le discours du président de la Société des gens de lettres, son nom fut évoqué ainsi : « […] Le nom de Falguière est trop grand pour que je craigne de lui porter ombrage en prononçant le nom de Rodin. C'est mon devoir. Falguière, s'il m'écoutait, ne me pardonnerait pas d'y manquer […] car même en regard du Balzac vivant, tangible qui est ici, le fantôme de l'autre persiste, plane, obsédant et inoubliable. »
Les modèles en plâtre de Balzac ont paru à de très rares occasions, et dès l'ouverture du musée Rodin à l'hôtel Biron, la statue y a été exposée. Mais il a fallu attendre 1926 pour qu'elle soit coulée en bronze et, grâce aux démarches de Judith Cladel, fille de Léon Cladel, le Comité de la société des gens de lettres a placé la statue de Balzac là où elle devait être inaugurée. Le poète Rainer Maria Rilke, qui a vécu à la villa des Brillants, retrace l'histoire du fantôme de Balzac :

« Durant des années et des années, il a vécu tout entier dans cette figure. Il a visité le pays natal de Balzac, les paysages de Touraine. Il a lu sa correspondance. […] et lentement, de forme en forme, grandit la vision de Rodin. Et enfin il le vit. Il vit un corps large au pas puissamment allongé qui perdait toute sa lourdeur dans la chute du manteau […] C'est ainsi que Rodin a vu Balzac, en un instant de concentration formidable et de tragique exagération, et c'est ainsi qu'il l'a créé. La vision ne s'évanouit pas : elle se réalisa. »

Rodin, lui-même, malgré les doutes et les souffrances, a toujours su ce qu'il faisait. Il a confié à des amis :

« Je ne me bats plus pour ma statue. elle sait se défendre elle-même. Si la vérité doit mourir, mon Balzac sera mis en pièces par les générations à venir. Si la vérité est impérissable, je vous prédis que ma statue fera du chemin. Cette œuvre dont on a ri, qu'on a pris soin de bafouer parce qu'on ne pouvait pas la détruire, c'est le résultat de toute ma vie. »

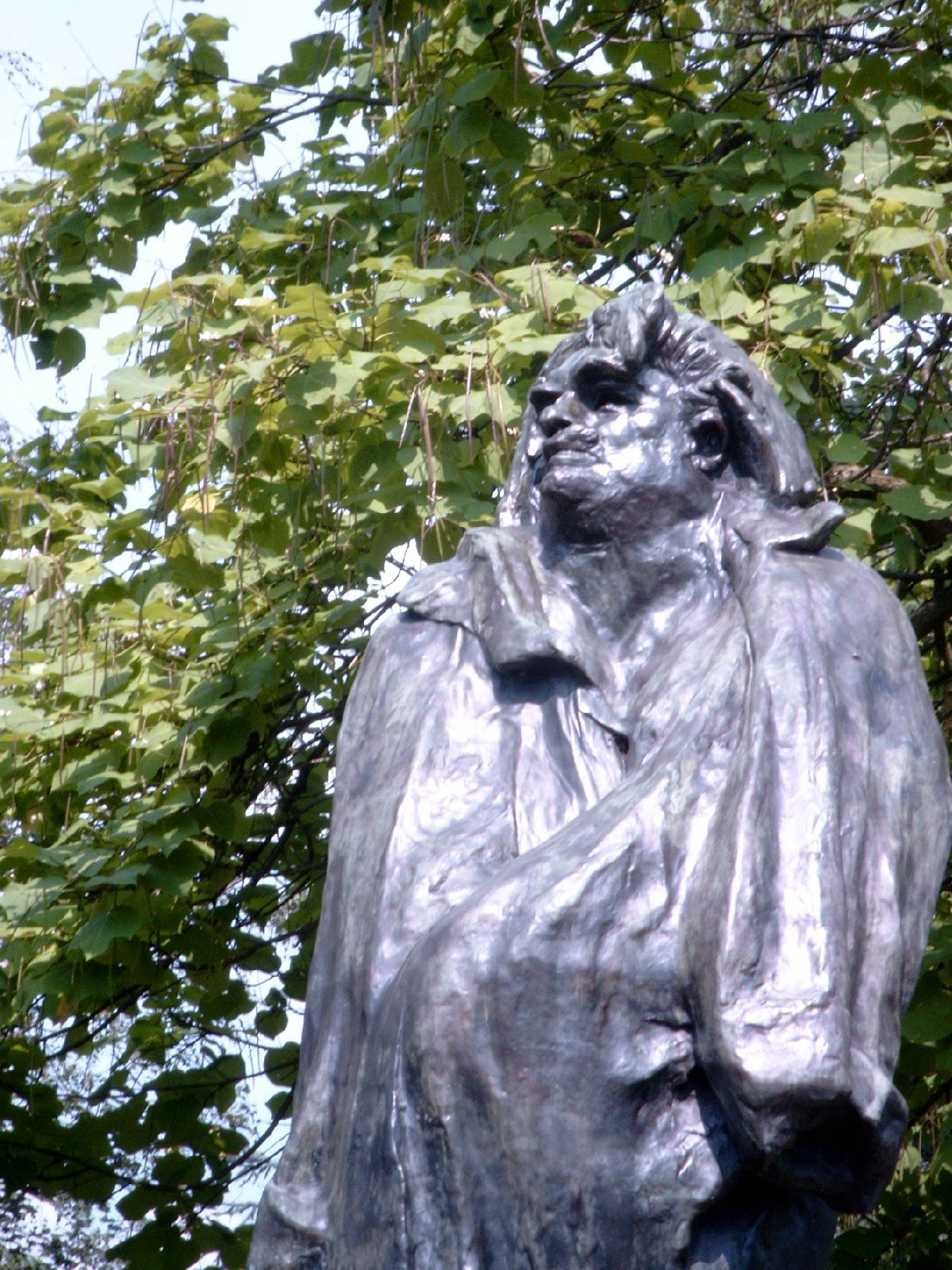
Photo de 2006[Où ?].
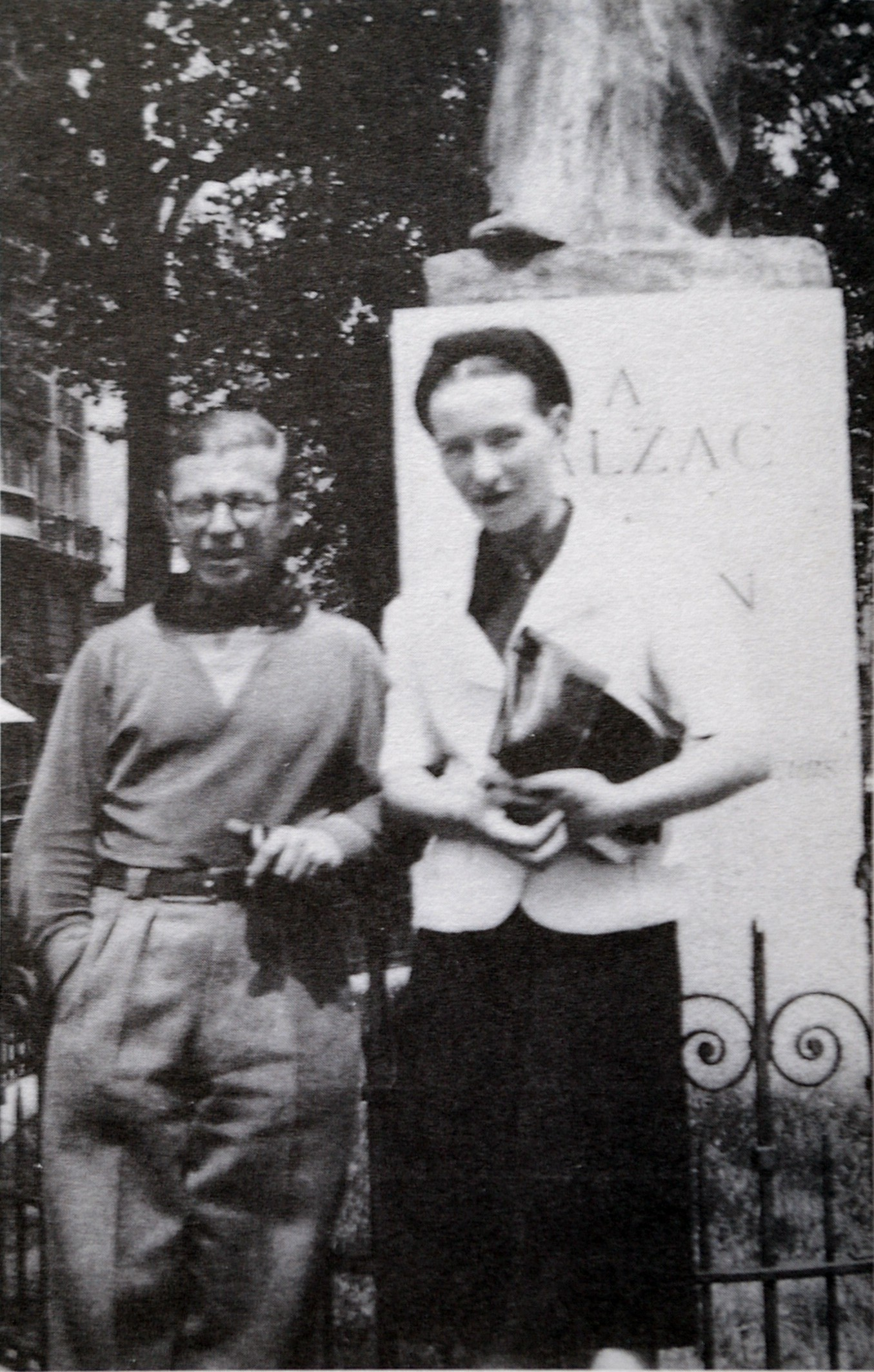
Simone de Beauvoir et Jean-Paul Sartre devant la statue du boulevard Raspail à une date inconnue (statue inaugurée en 1939).
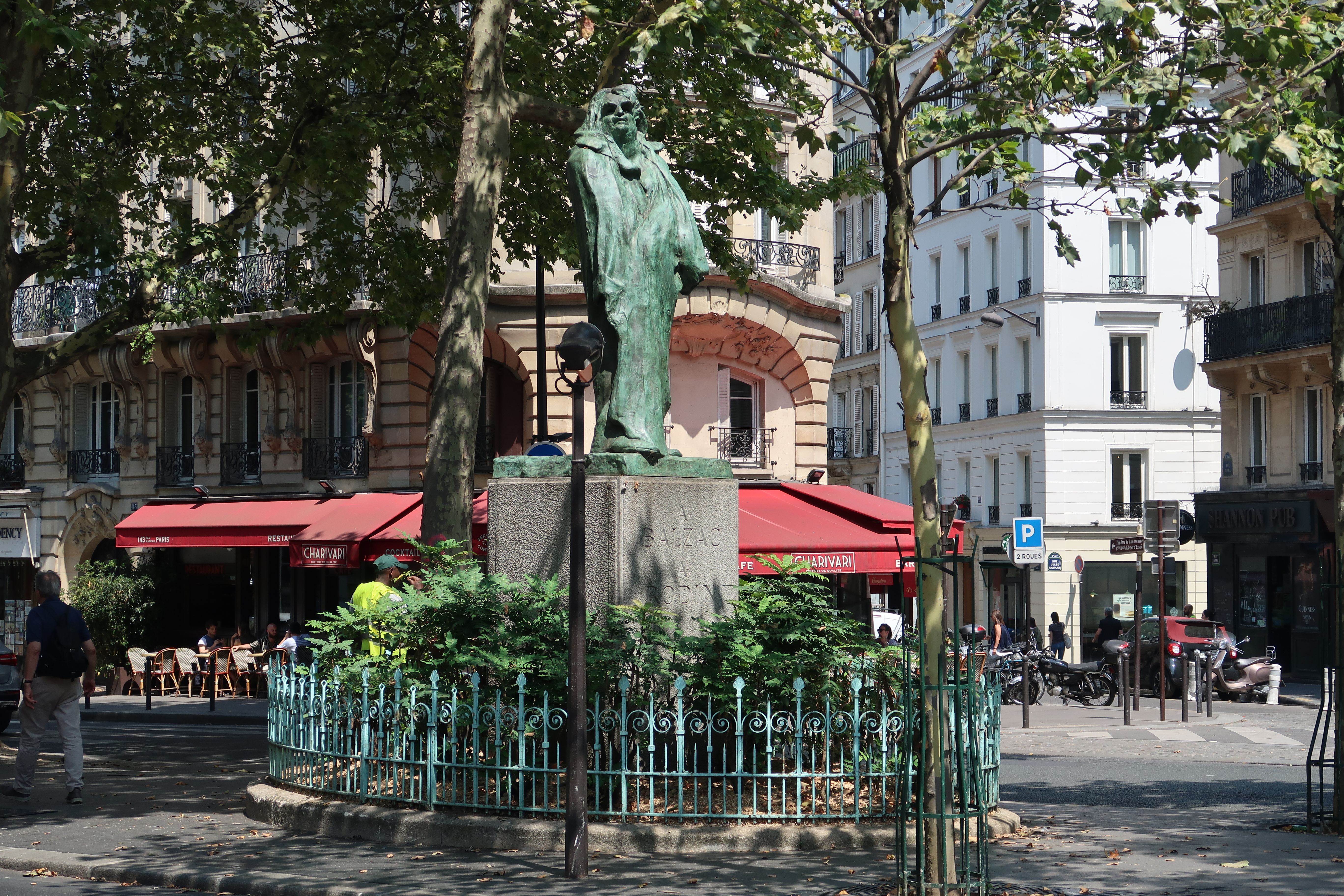
Même statue, photo de 2018.

#### Sources sur Rodin
- Serge Gérard et Marie-Christine Daunis, Rodin, l'homme d'airain, Coudray-Macouard, Cheminements, 2004, 104 p. (ISBN 2-84478-312-0).
- Dominique Jarrassé, Rodin : La passion du mouvement, Paris, Terrail, 1993, 224 p. (ISBN 2-87939-082-6).
- Robert Descharnes et Serge George, Auguste Rodin, Lausanne, Edita, 1996, 336 p. (ISBN 2-88001-334-8).
- Hélène Pinet, Rodin : Les mains du génie, Paris, Gallimard, coll. « Découvertes Gallimard / Sculpture » (no 44), 2009, 127 p. (ISBN 978-2-07-034877-0).

#### Sources centrées sur le monument
- (en) Ruth Butler (en), « The politics of public monuments : Rodin's Victor Hugo and Balzac », Sculpture Review, vol. 47, no 2,‎ automne 1998, p. 8–15.
- Hervé Dumez, « Rodin, le Balzac et l'étude de cas », Le Libellio d'AEGIS, Analyse économique et gestionnaire des institutions et des stratégies (AEGIS), École polytechnique, vol. 3, no 3,‎ été-automne 2007, p. 35–39 (HAL hal-00263312).
- Guillaume Gaudet, « Le Balzac de Rodin : Le ciseau et la plume », Sociologie de l'Art, no 19,‎ 2012, p. 101–123 (DOI 10.3917/soart.019.0101).
- Antoinette Le Normand-Romain (commissaire de l'exposition), 1898 : Le Balzac de Rodin (catalogue de l'exposition au musée Rodin du 16 juin au 13 septembre 1998), Paris, Musée Rodin, 1998, 463 p. (ISBN 2-901428-66-5).

#### Autres sources
- Sophie Monneret, L'Impressionnisme et son époque : Dictionnaire international, vol. 2, t. 1, Paris, Robert Laffont, coll. « Bouquins », 1987, 997 p. (ISBN 2-221-05412-1).
- Benoît Noël et Jean Hournon, Parisiana : La capitale des peintres au XIXe siècle, Paris, Presses franciliennes, 2006, 159 p. (ISBN 2-9527214-0-8 et 978-2-9527214-0-0, lire en ligne).